# Gastão Vidigal (São Paulo)
Gastão Vidigal es un municipio brasileño del estado de São Paulo. La ciudad tiene una población de 4.193 habitantes (IBGE/2010). Gastão Vidigal pertenece a la Microrregión de Auriflama.
Posee un área de 180,9 km².

## Historia
- Fundación:24 de junio de 1925

## Geografía
Se localiza a una latitud 20º47'55" sur y a una longitud 50º11'13" oeste, estando a una altitud de 401 metros.

### Demografía
Datos del Censo - 2010
Población Total: 4.193
- Urbana: 3.756
- Rural: 437
- Hombres: 2.298[6]
- Mujeres: 1.895

Densidad demográfica (hab./km²): 23,17
Mortalidad infantil hasta 1 año (por mil): 17,70
Expectativa de vida (años): 70,27
Tasa de fertilidad (hijos por mujer): 1,94
Tasa de Alfabetización: 87,32%
Índice de Desarrollo Humano (IDH-M): 0,768
- IDH-M Salario: 0,707
- IDH-M Longevidad: 0,754
- IDH-M Educación: 0,842

(Fuente: IPEADATA)

### Carreteras
- SP-473
- SP-461

## Administración
- Prefecto: Carlos Ney de Castilho (2009/2012)
- Viceprefecto: Débora Fernandes
- Presidente de la cámara: Ednan Carlos da Silva (2009/2010)